# Halle Open 2012
L'Halle Open 2012, conosciuto anche come Gerry Weber Open per motivi di sponsorizzazione, è stato un torneo di tennis giocato sull'erba. È stata la 20ª edizione del Halle Open, che fa parte della categoria ATP World Tour 250 series nell'ambito dell'ATP World Tour 2012. Si è giocato al Gerry Weber Stadion di Halle in Germania, dal 9 al 17 giugno 2012.
Prima dell'inizio della finale il francese Henri Leconte e l'austriaco Thomas Muster hanno disputato una partita d'esibizione in cui ha vinto Henri per 4-6, 6-1, [10-6].

## Partecipanti

### Teste di serie
| Nazionalità | Giocatore            | Ranking* | Testa di serie |
| ----------- | -------------------- | -------- | -------------- |
| Spagna      | Rafael Nadal         | 2        | 1              |
| Svizzera    | Roger Federer        | 3        | 2              |
| Rep. Ceca   | Tomáš Berdych        | 7        | 3              |
| Francia     | Gaël Monfils         | 13       | 4              |
| Spagna      | Fernando Verdasco    | 16       | 5              |
| Giappone    | Kei Nishikori        | 18       | 6              |
| Ucraina     | Aleksandr Dolhopolov | 19       | 7              |
| Canada      | Milos Raonic         | 22       | 8              |

* Ranking al 28 maggio 2012.

### Altri partecipanti
I seguenti giocatori hanno ricevuto una wild card per il tabellone principale:
- Tommy Haas
- Philipp Petzschner

I seguenti giocatori sono passati dalle qualificazioni:

- Miša Zverev
- Zhang Ze
- Konstantin Kravčuk
- Tim Smyczek

## Campioni

### Singolare
Tommy Haas ha sconfitto in finale  Roger Federer per 7–6(5), 6-4.
- È il tredicesimo titolo in carriera per Haas, il primo nel 2012.

### Doppio
Aisam-ul-Haq Qureshi /  Jean-Julien Rojer hanno sconfitto in finale  Treat Conrad Huey /  Scott Lipsky per 6-3, 6-4.